# Beguina

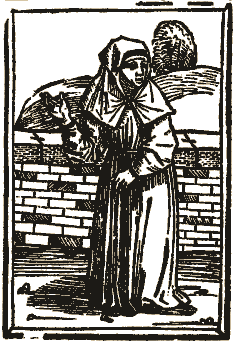
Desenho de uma beguina, retirado do livro Des dodes dantz, impresso em Lübeck em 1489

As beguinas, tal como as beatas e as merceeiras, eram mulheres leigas católicas que praticavam uma vida ascética em comum, levando um estilo de vida semirreligiosa, estilo de vida que compreende práticas religiosas sem a obrigação dos pactos com a igreja católica, mas que não faziam votos diretamente à Igreja Católica, a maior parte das vezes nos chamados beguinários, na área da atual Bélgica. Após a sua fundação, devido o novo estilo de vida urbano que aparecia na Europa do século XIII espalharam-se, tal como aconteceu com os begardos, pelos atuais Países Baixos, Alemanha e França.
As beguinas dedicavam-se ao cuidado dos doentes e dos pobres, assim como às tarefas caritativas e piedosas, sem estar contudo vinculadas a regras de clausura, castidade nem a votos públicos. Também dedicavam parte de seu tempo às atividades econômicas, como a troca e venda de terrenos, a produção de alimentos e a prestação de serviços, ação que o título de "beguina" permitia-as fazer. Num primeiro momento, as beguinas foram toleradas e mesmo encorajadas por serem consideradas um movimento religioso de utilidade para o povo. Contudo, em 1311, o Concílio de Vienne condenou-as por causa do perigo de heresia que representavam. Posteriormente subsistiram sob a forma de asilos para mulheres viúvas e solteiras.
Encontram-se ainda hoje alguns beguinários muito bem conservados em Bruxelas, Antuérpia, Courtrai e Gante (Bélgica), bem como nos Países Baixos. Muito desses beguinários serviram de lar para outros grupos religiosos com as Clarissas, Carmelitas entre outros.

## Etimologia

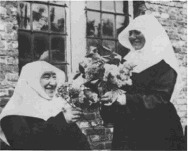
Duas beguinas do beguinário de Dendermonde

A origem do termo Beguina é disputada e carrega um feitio negativo. A origem anunciada pela Enciclopédia Britânica em 1911 que concluía que esta palavra derivava-se de Lambert le Bègue (Lambert o Gago), um padre de Liège que por volta de 1170 pregava o estabelecimento de uma associação de mulheres que se devotassem à vida religiosa sem fazer votos monásticos, a teoria prossegue contando que os oponentes desta ideia chamavam tais mulheres de "beguinas", porém essa origem é tida como defasada na academia. Há outras teorias, como a derivação a partir do nome de Begga de Landen, santa católica que serviria de exemplo e inspiração para essas mulheres, ou como a origem partir de beggen, uma palavra imaginária do saxão antigo que teria significado "mendigar" (como no inglês to beg) ou "orar", "rezar", mas que também é desconsiderada pela academia. Alguns escritores sugeriram que "beguina" seria derivado de "algibenses",outras enciclopédias, quando mencionam esta última explicação, tendem a negá-la. Fato é que a origem do termo é incerta e que carrega um sentido negativo.

## História

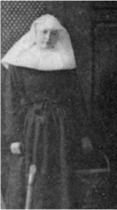
Fotografia de uma beguina no século XIX

No começo do século XII, algumas mulheres dos Países Baixos dedicavam-se a rezar e as "boas obras" sem, entretanto, tomarem votos monásticos, levando um estilo de vida semirreligioso. Estas mulheres viviam na periferia das cidades, ajudando os pobres e comercializando produtos da terra e prestando serviços para manter o movimento. Por volta do começo do século XIII, algumas delas passaram a residir próximas umas das outras e a morar juntas, sendo então chamadas de "beguinas" (um termo cujo significado original englobava todas as mulheres devotas) e formando as comunidades que viriam a ser chamadas de beguinários. Ao longo do tempo, essa mulheres começaram a vestir o hábito para se diferenciar do resto da população e ter uma identidade própria.
Rapidamente, beguinários começaram a surgir em vários lugares e influenciar profundamente a religiosidade das pessoas. De uns poucos no início do século XIII, cresceram em número a tal ponto que, pouco antes de 1300, eram raras as comunas nos Países Baixos que não possuíam algum, enquanto cidades maiores contavam duas ou três comunidades de beguinas. Em 1400, também era raro encontrar uma cidade sem beguinário na Alemanha, especialmente na Renânia. Frankfurt possuía 57 beguinários; Estrasburgo viria a ter sessenta no meio do século XV, e Colônia teria nada menos que 106 comunidades. Também surgiram várias comunidades no nordeste da França, e talvez até em Norwich. Em 1261 Luís IX de França abriria um em Paris e no início do século XIV surgiram beguinários também no sul da França (onde a Inquisição os associou à Ordem Terceira de São Francisco e julgou que adotassem as posições de Pedro João Olivi). Desta maneira, as beguinas (e outros movimentos inspirados por elas, como os begardos, ou semelhantes, como os seguidores de São Francisco) foram provavelmente a força religiosa mais importante a influenciar a vida e a cultura das cidades dos Países Baixos - mais até que os monges, geralmente assentados nos campos, e o clero secular - e marcaram profundamente outros movimentos, contemporâneos ou posteriores, assim como o misticismo alemão.
O movimento se mostrou notavelmente adaptado a seu tempo, e houve várias razões para seu sucesso. Já no século XI a vita apostolica de Roberto d'Arbrissel abriria caminho, dando muito mais autonomia às mulheres. Por sua vez, o século XIII era época das Cruzadas, e muitas viúvas tornavam-se neófitas dos beguinários. Como as mulheres eram discriminadas tanto legal quanto economicamente, estas viúvas, mulheres que não conseguissem se casar e até mesmo senhoras casadas, com permissão dos maridos das quais se separaram,  juntaram-se nestas comunidades. A situação foi agravada, também, porque a Igreja Católica à época passou a aplicar em universidades parte do que ia aos mosteiros. Como às mulheres era vetada a entrada na universidade, os beguinários tornaram-se uma alternativa adequada às condições.

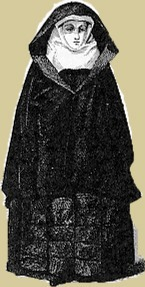
Ilustração de uma beguina medieval em seus trajes

A relação das beguinas com a Igreja Católica foi bastante conturbada e contraditória. As beguinas contavam com um nível de liberdade muito raro entre as mulheres medievais, o que provavelmente era perturbador para muitos homens - em especial o clero, masculino, que não conseguia as controlar. Ademais, os beguinários se tornaram centros místicos muito importantes e, em sua independência, frequentemente proliferavam neles crenças divergentes da doutrina católica. Assim, embora o papa Honório III tenha reconhecido informalmente o movimento, desde meados do século XIII as beguinas (e outros movimentos semelhantes) foram perseguidas com maior ou menor intensidade.
Já em 1259, um sínodo (em Fritzlar ou Mogúncia) exige restrições às beguinas: proíbem-nas, assim como a sua contraparte masculina, os begardos, de mendigar pão nas ruas, além de vetar o contato entre os dois tipos de comunidades.. Outro sínodo em Mogúncia, em 1261, acusava as beguinas de causar escândalo; no ano seguinte, um sínodo em Colônia condenou a independência das comunidades, determinando que deveriam se confessar com um padre sob pena de excomunhão. Outras condenações foram proclamadas em Eichstätt em 1282 e Béziers em 1299, até que em 1310 foi vetada a entrada de padres em beguinários.
O maior golpe, porém, viria do Concílio de Vienne, em 1312, que proibiu a vida comunal e condenou tais comunidades como heréticas. Ainda assim, o papa João XXII permitiu novamente que as beguinas retornassem ao modo de vida - se se submetessem à ortodoxia. (Notadamente, embora o movimento fosse bastante diverso, muitas beguinas se identificavam como ortodoxas.) Nesses conflitos, algumas beguinas chegaram a ser queimadas vivas. Entre os diversos papas que, de alguma forma, se opuseram aos beguinários, podemos citar Clemente V, Urbano V, Gregório XI e o próprio João XXII. Já o papa Eugênio IV foi responsável por reabilitar as beguinas no século XV.
Após o ápice na Baixa Idade Média, o número de beguinas começa a diminuir, por várias razões. Uma delas era a decadência do mercado têxtil, uma das principais fontes de sustento das comunidades. A Reforma Protestante também foi fator relevante na redução dos beguinários, que ainda assim persistiram. Um golpe bem mais forte foi a Revolução Francesa, que apreendeu muitos dos bens das beguinas. A decadência do movimento, que já vinha do fim da Idade Média, acentuou-se. Ainda assim, as beguinas persistiram até após o século XX, em alguns lugares da Bélgica. Em 1900 havia cerca de mil beguinas. Em 1960, restavam apenas nove beguinas no beguinário de Courtrai, sendo que a última delas, Marcella Pattyn, faleceu em 14 de abril de 2013  - em pleno século XXI, após 800 anos de história.

## Características

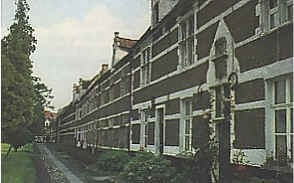
O beguinário de Dendermonde

Ao contrário das freiras, beguinas não faziam votos, podiam deixar suas comunidades e casar quando quisessem e não renunciavam suas propriedades. Também não pediam nem aceitavam esmolas; se não possuíssem meios de sobrevivência, dedicavam-se ao trabalho manual (especialmente na indústria têxtil) ou à educação infantil. Enquanto noviças, viviam com a "grande senhora" em seu claustro, mas posteriormente tinham suas próprias habitações, e até serviçais, se pudessem mantê-los. A união com suas companheiras se devia aos objetivos compartilhados e à comunidade em adoração.
A rotina diária das beguinas também incluía muitas atividades religiosas: ir à missa, rezar em honra à Virgem Maria e à Paixão de Cristo, leitura e contemplação meditativas. Praticavam penitências em comunidade e se confessavam uma vez por mês. Também praticavam vigílias e observavam os dias festivos. Ademais, elas praticavam caridade, ajudando pobres e doentes, e frequentemente abrigavam mulheres que não pertenciam à ordem, mas que necessitavam de proteção.
Muitas beguinas escreviam. Suas obras geralmente eram escritas em flamengo ou francês (ao invés de latim) e já foram descritas como "de espírito livre" e "provocadoras". Entre as várias escritoras, podemos destacar Hadewijch da Antuérpia, que escreveu vasta obra e cujas Visões são consideradas uma das grandes obras da literatura neerlandesa. Outras se dedicavam às artes ou à música, como Marcella Pattyn, que tocava banjo e órgão.
Via de regra, os beguinários não compartilhavam nenhuma regra nem superior hierárquico: cada comunidade era independente e tinha seus próprios costumes, embora algumas, mais tardiamente, tenham adotado as regras da Terceira Ordem de São Francisco. A origem das beguinas de cada comunidade também eram as mais variadas: enquanto alguns beguinários eram restritos para mulheres das classes dominantes, outros eram exclusivos para mulheres de origem humilde, e não faltavam aqueles que não adotavam restrição alguma neste sentido. Notadamente, estes eram os mais populosos. Apesar de serem frequentemente acusadas de heréticas, a maioria das beguinas se via como ortodoxas, algo pouco usual para movimentos assim rotulados.
Segundo Walter Simons, as beguinas seguiam uma vocação própria, diferente do convento e do casamento. Elas buscavam seu próprio sustento, assim como a ajudar os necessitados, sem haver a necessidade da mendicância, como nas ordens mendicantes ou de moradia isolada, como em conventos, mosteiros ou ermos. Embora pudessem deixar suas comunidades e se casar, há registros de que muitas ativamente evitavam isto, inclusive apoiando-se umas às outras. Seu grau de independência, tão pouco usual na Idade Média, levou alguns a anacronicamente apelidarem-nas de feministas medievais.

## Beguinas e beguinários notáveis

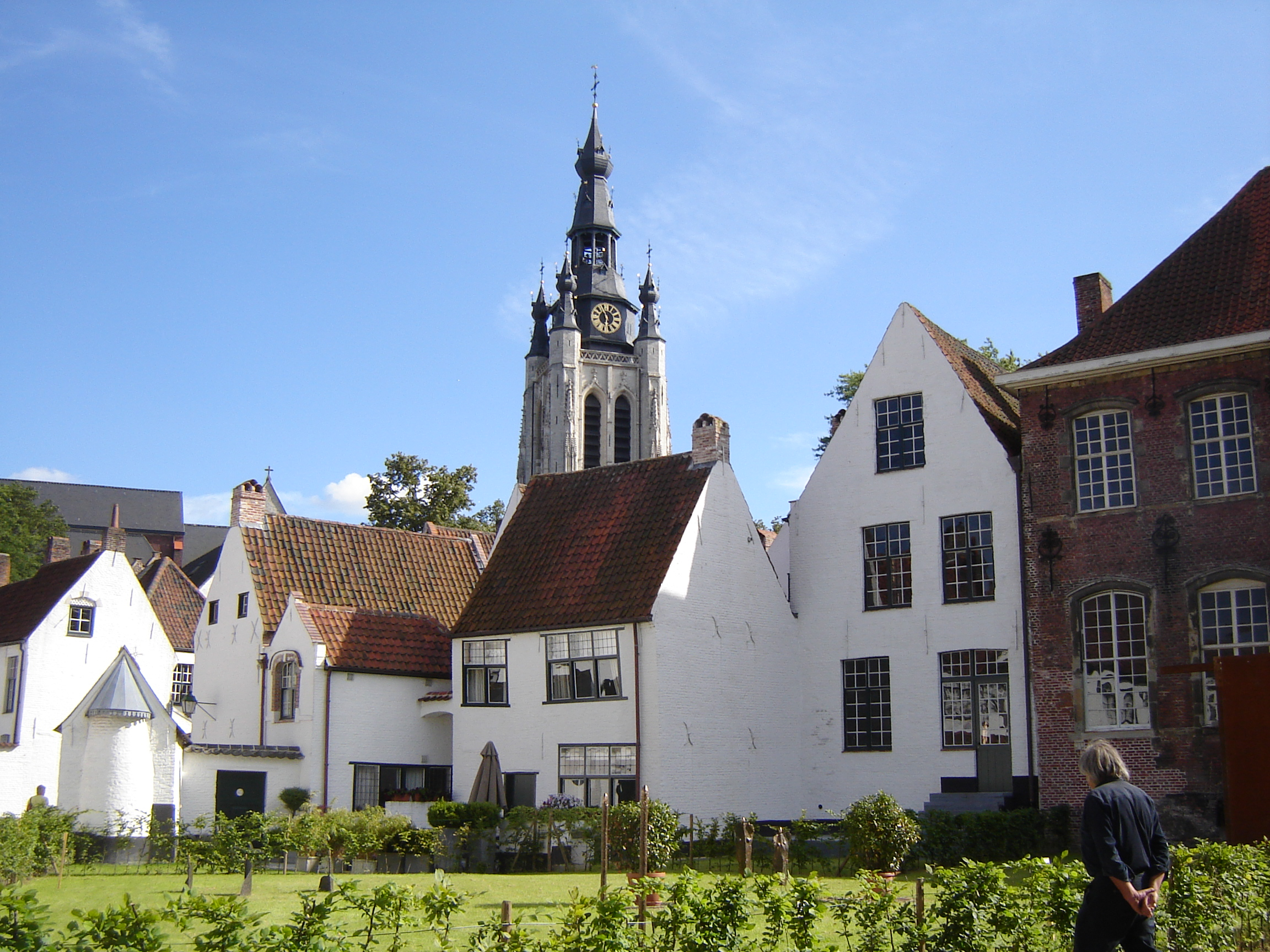
Beguinário da igreja de São Martim, em Courtrai

Dentre as beguinas, podemos destacar a mística Hadewijch de Antuérpia, que foi grande senhora de sua comunidade e escreveu várias obras muito relevantes na literatura neerlandesa.
Marcella Pattyn é outra beguina muito conhecida, por ser a última de suas irmãs.
Marguerite Porete (1250, Condado de Hainaut, Bélgica - 1 de junho de 1310, Place de l'Hôtel-de-Ville, Paris, França). Mística, escreveu o livro "O Espelho das Almas Simples e Aniquiladas" que retrata o percurso místico até a união com Deus a partir da linguagem da literatura do amor cortês, em forma de diálogo entre a Dama Amor, a Alma Aniquilada e a Razão. Pelos escritos foi considerada herege relapsa por um tribunal de inquisidores. Em 1.° de junho de 1310, Porete foi condenada e queimada numa praça de Paris, em processo similar ao ocorrido mais tarde com Joana D'Arc, em Rouen, na Normandia.
Dado o sucesso do movimento, vários são os beguinários dignos de nota. Entre os primeiros, podemos citar os de Mechelen - que sabe-se que existiu desde 1207 -, o de de Lovaina, desde 1234 e o Bruxelas, conhecido desde 1245. Outros beguinários se destacaram pelo tamanho, como  os de Gante e Bruges, alguns dos vários com milhares de habitantes.
Até hoje pode-se encontrar os edifícios dos beguinários em cidades da Bélgica. Os últimos ativos podiam ser encontrados em cidades como Bruges, Lier, Mechelen, Lovaina e Gante. Entre eles, podemos destacar os de Sint-Amandsberg, em Gante, e o de Santa Isabel, em Courtrai - Marcella Pattyn entrou no primeiro em 1941 e viveu no segundo, chegando a ser a última beguina, até sua morte.